# Moederkerk (Stellenbosch)
De Moederkerk is een kerkgebouw van de Nederduits Gereformeerde Kerk aan de Drostdystraat in Stellenbosch en is gebouwd in 1723 in Kaap-Hollandse stijl.

## Geschiedenis
Nadat het vorige kerkgebouw van de gemeente uit 1687 in het jaar 1710 bij een grote brand werd verwoest kerkte de gemeente 12 jaar in 'de wijnkelder van Jan Botma'. Ds. Beck stuurde een smeekbrief naar de autoriteiten in Kaapstad.
"Ons roep, help ons! Staan ons by in die oprigting van 'n godshuis! U eerwaardes is die vermoëndste in Israel, ryklik geseënd met middele en inkomste: sterk en vul dan ons hande.... Ons soek geen groot bedrag nie, net maar 4000 gulde, 'n klein gedeelte van u oorvloed. Laat nie toe dat oor hierdie klein bedrag, ons kerk vir ewig in puinhope begrawe bly nie! Volg die voorbeeld van die eerwaarde sinode van ons Vaderland in haar hulp aan die Gulikse kerke, en dié van die Bataafse kerk in haar merkwaardige hulp verleen in die oprig van 'n kerk op Malaya..... Sion sal u op hierdie plek luister verleen, u milddadigheid sal geprys word, u liefde versprei word..... en ons sal met dankbare harte steeds U skuldenaars bly."
Het smeekschrift had geen effect en de kerkelijke gemeente stak zich in de schulden om een nieuw gebouw te financieren. In augustus 1719 werd begonnen met de bouw van een nieuwe kerk aan de Drostdystraat onder leiding van bouwmeester Jan Sanders. Het oostelijke deel van deze kerk is nog altijd intact. De kerk komt in 1723 gereed in de vorm van een kruis. Op Goede Vrijdag van het jaar 1723 wordt de kerk ingewijd met het vieren van het Heilig Avondmaal. Diezelfde dag wordt in Leipzig voor de eerste maal de Johannes Passion uitgevoerd door Johann Sebastian Bach.
In 1734 wordt een ringmuur rondom de kerk gebouwd, "dienende soo tot Cieraad van de Kerk, als eenigermatige Conservatie der doode lichamen op het Kerkhof leggende". Voor die tijd werden de lichamen in de kerk begraven, maar de ruimte hiertoe was niet onbeperkt.
In 1807 wordt een consistorie aan de kerk gebouwd en in 1814 worden de vleugels van de kerk uitgebouwd. In 1863 vindt een aanzienlijke vergroting plaats onder leiding van architect Carl Otto Hager uit Dresden. Vanaf 1934 wordt in de kerk geen Nederlands meer gepreekt, maar Afrikaans. In 1950 is de gemeente met 7.577 leden de grootste Nederduits Gereformeerde gemeente van Zuid-Afrika. Hierna volgen enkele afsplitsingen waardoor het ledental weer afneemt. In totaal zijn in de loop der eeuwen 10 gemeenten afgescheiden. Het betreffen, met daarachter tussen haakjes het jaar van afscheiding:
- Drakenstein [1691]
- Tulbagh [1743]
- Swellendam [1798]
- Caledon [1810]
- Somerset-Wes [1825]
- Stellenbosch-Wes [1952]
- Stellenbosch-Noord [1953]
- Stellenbosch-sentraal [1959]
- Welgelegen [1965].

Hoewel de kerk bekendstaat om haar gekleurde glasvensters zijn deze pas van recente datum. In 1967 wordt begonnen met het eerste venster in de muur achter de preekstoel, ontworpen door Leo Theoren. De venster worden gemaakt door middel van een Franse techniek waarbij beton en glad wordt gebruikt, hetwelk eerder met succes was toegepast in de Sint Georgekathedraal in Kaapstad. De laatste vensters worden in 1998 voltooid.
Het achtkantige zilveren doopvont is in 1765 in Amsterdam gemaakt, evenals het 'nagmaalservies' (avondmaalsservies), hetwelk zich heden in het dorpsmuseum van Stellenbosch bevindt. De schenker van het doopvont en het avondmaalszilver was Martin Melck.
In 2014 telt de gemeente circa 4.500 leden.

## Preekstoel
De eerste preekstoel is in 1721 door Adam Albertyn gemaakt. Deze eenvoudige preekstoel deed 130 jaar dienst in de gemeente. In 1852 begon een inzameling voor een nieuwe preekstoel, welke in 1853 werd vervaardigd door timmerman Londt in barokstijl. Omdat de preekstoel eigenlijk niet paste in een gotische kerk is in 1863 toch een nieuwe preekstoel vervaardigd, de oude werd geschonken aan de Rynse Kerk in Die Braak, alwaar hij nu nog staat. De huidige preekstoel is in 1863 ontworpen door architect Hager in gotische stijl.

## Orgel
Het eerste orgel is in 1801 voltooid. Na vijfentwintig was dit orgel aan het einde van zijn levensduur en in 1832 werd een orgel overgenomen vanuit de Grote Kerk van Kaapstad.
In 1853 begonnen met het inzamelen van geld ten behoeve van een nieuw orgel. In Groot-Brittannië wordt een orgel besteld, maar het schip waarmee het orgel op weg is naar Zuid-Afrika strand in 1855 op de Franse kust. Het orgel komt er redelijk ongeschonden vanaf en is verzekerd, waardoor het orgel in 1858 alsnog in gebruik kan worden genomen. In 1863 wordt dit verplaatst, wanneer de kerk wordt vergroot. Begin jaren ’50 wordt dit orgel vergroot en op hervormingsdag 1953 wordt deze opnieuw in gebruik genomen.

## Klokken
In 1865 werden drie nieuwe klokken uit Duitsland in de nieuwe kerktoren opgehangen. De klokken hebben de namen gekregen van hun schenkers: Jan [Beyers] Flip [Myburgh] en Oubaas [Beyers]. In 1899 is boven de drie luidklokken en kleine sopraanklok gehangen, die elk half uur slaat. De huidige klokken zijn in 1983 gegoten, eveneens in Duitsland.

## Fotogalerij

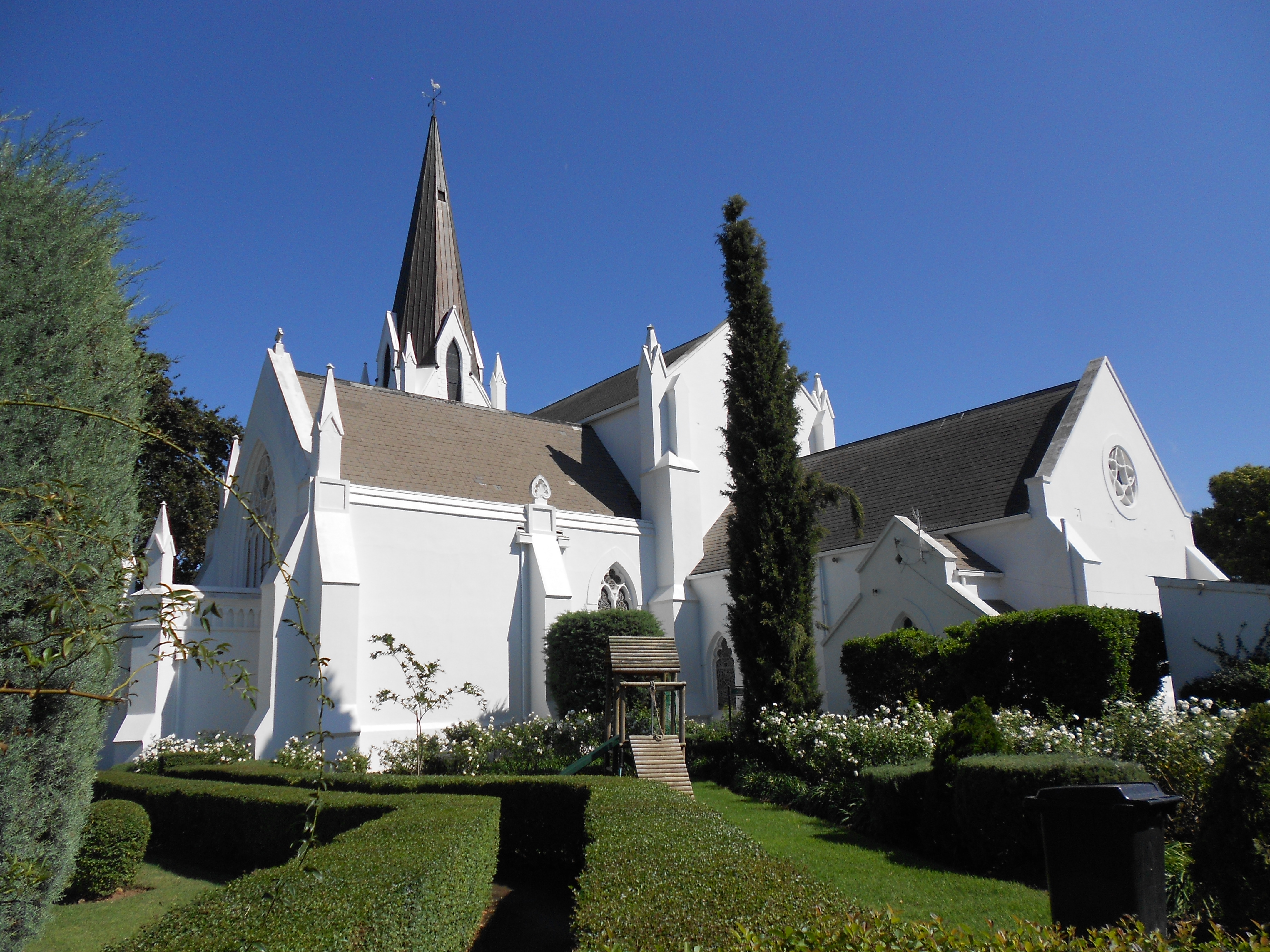
Achterzijde van de kerk.
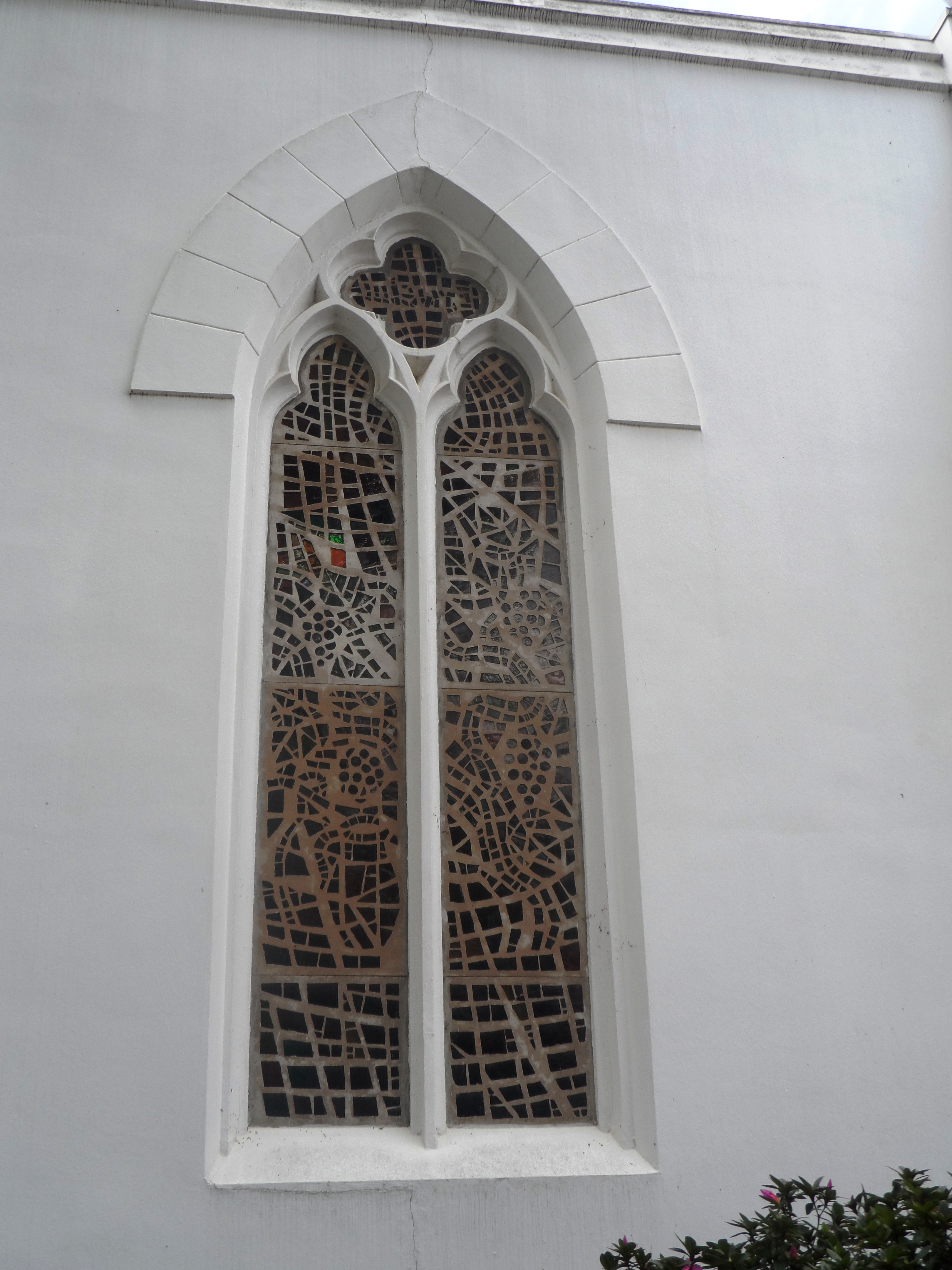
De 'glas-in-beton-ramen' van de kerk.